# Pec (okres Domažlice)
Pec (německy Hochofen) je obec v jihozápadní části okresu Domažlice v Plzeňském kraji. Leží pod horou Čerchov (nejvyšším vrcholem Českého lesa), na které se nachází Kurzova rozhledna. Žije zde 210 obyvatel. Ves, ze tří stran obklopená lesy, je vzdálena sedm kilometrů jihozápadně od Domažlic.

## Historie
První písemná zmínka o obci pochází z roku 1652 v souvislosti se stavbou pecí a hutí na zpracování železné rudy. Kolem roku 1805 tato huť zanikla a byla nahrazena sklářskou hutí. V 19. století se místní obyvatelstvo zabývalo především dřevorubectvím a výrobou nářadí a obuvi. V roce 1869 žilo v Peci 545 lidí, v roce 1910 pak 626. Za První republiky se počet obyvatel snížil na 460 (1930) a Pec se stala oblíbeným turistickým letoviskem v Českém lese. Po druhé světové válce došlo k odsunu Němců, kteří ale netvořili většinu obyvatel obce. Do sedmdesátých let 20. století fungovala v Peci malotřídní škola. Až do roku 1991 byla Pec střídavě osadou obcí Chodov nebo Trhanov.

## Současnost
Poloha obce skýtá předpoklad pro další rozvoj turistického ruchu. Je východiskem turistických tras na Čerchov (5 km), na Výhledy (3 km) nebo na Babylon (okres Domažlice) (3 km). Možnosti koupání jsou v nedalekém rybníku Mlýneček nebo v požární nádrži při hotelu Lesana. V obci je možnost ubytování, největším ubytovacím zařízením je hotel Lesana. V nedávné době byl přestavěn prostor u autobusové zastávky, došlo také k přestavbě hostince a prodejny potravin. Za kulturou občané musejí dojíždět do okolních větších obcí (Trhanov, Chodov, Klenčí pod Čerchovem, Babylon) nebo do Domažlic. Na obecním úřadě se nachází místní lidová knihovna. Obec má sbor dobrovolných hasičů. Vybavenost obce zahrnuje vodovod i kanalizaci. V prvním patře obecního úřadu bylo zřízeno Dřevorubecké muzeum.

## Statistiky

### Obyvatelstvo
Národnostní složení obce je naprosto jednotné. 98,8 % obyvatel se přihlásilo k české národnosti, zbytek obyvatel (1,2 %) je národnosti slovenské. Obec má velmi příznivé procentuální zastoupení dětí do 14 let (20,8 %). Podle údajů ze SLBD 2001 je 48,3 % obyvatel věřících.
| Rok            | 1869 | 1880 | 1890 | 1900 | 1910 | 1921 | 1930 | 1950 | 1961 | 1970 | 1980 | 1991 | 2001 | 2011 | 2021 |
| -------------- | ---- | ---- | ---- | ---- | ---- | ---- | ---- | ---- | ---- | ---- | ---- | ---- | ---- | ---- | ---- |
| Počet obyvatel | 545  | 520  | 513  | 554  | 626  | 622  | 460  | 388  | 380  | 341  | 259  | 224  | 242  | 235  | 217  |
| Počet domů     | 51   | 54   | 56   | 59   | 83   | 87   | 99   | 107  | 99   | 93   | 79   | 105  | 117  | 120  | 122  |

### Zaměstnanost
V roce 2001 bylo v Peci 109 ekonomicky aktivních občanů. Nezaměstnanost v obci dosahovala ke dni sčítání 4,6 %, což je hluboko pod okresním, krajským i státním průměrem. 15,6 % zaměstnaných pracovalo v zemědělství, 26,6 % v průmyslu a 10,1 % ve státní správě.

### Domy
Na katastru obce je 117 domů, z čehož 84 (71,9 %) je obydleno.

### Katastr
Celková výměra katastru obce je 795 ha. 85,4 % rozlohy tvoří lesní půda, 11,2 % zemědělská půda a 9,7 % trvalé travní porosty. Pouhých 6 ha (0,75 % rozlohy obce) tvoří zastavěné plochy.

## Obecní správa
V letech 1869–1929 byla Pec jako osada obce k Chodovu v okrese Domažlice. Od roku 1930 je obcí.

### Obecní symboly
Znak a vlajka byly obci uděleny rozhodnutím předsedkyně Poslanecké sněmovny Parlamentu České republiky dne 18. května 2012.

## Doprava
Pec leží stranou hlavních silničních tahů. V obci končí silnice III. třídy z Trhanova a Chodova. Před obcí, v lokalitě „Brusírna“, se odpojuje menší silnice na Babylon.
Železniční doprava se obci vyhýbá úplně. Nejbližší železniční zastávka je v Trhanově (na trati Domažlice-Planá) a je vzdálená 2,7 kilometru od středu obce. Relativně blízko je také zastávka v Babylonu (na trati Plzeň-Domažlice-Furth im Wald), která je z Pece vzdálená 3,1 kilometru.
Autobusovou dopravu zajišťují místní linky Díly – Trhanov – Domažlice a Domažlice – Díly – Klenčí pod Čerchovem – Pec. Autobusy jezdí pouze v pracovní dny.

## Volby 2006
| Strana  | Počet hlasů | Procent |
| ------- | ----------- | ------- |
| ODS     | 58          | 40,00   |
| ČSSD    | 37          | 25,51   |
| KSČM    | 21          | 14,48   |
| KDU-ČSL | 8           | 5,51    |
| SZ      | 8           | 5,51    |

## Pamětihodnosti
Jihozápadně od vesnice, na severním úbočí Čerchova, se nachází přírodní rezervace Bystřice.

## Osobnosti
- Alfons Mucha (1860–1939), malíř
- Jaroslav Špillar (1869–1917), malíř
- Jan František Hruška (1865–1937), spisovatel a národopisec

## Galerie

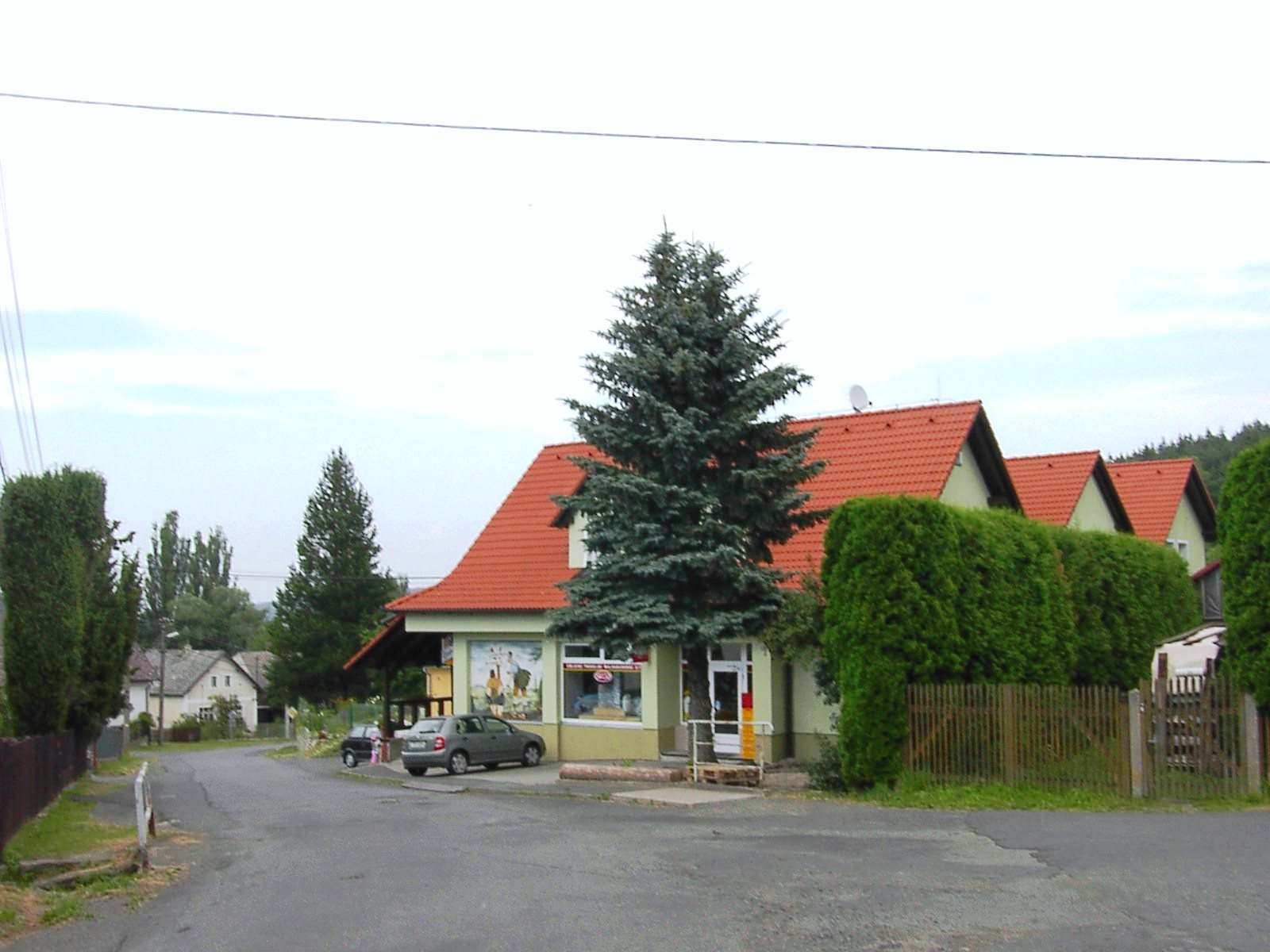
Budova prodejny potravin a hostince
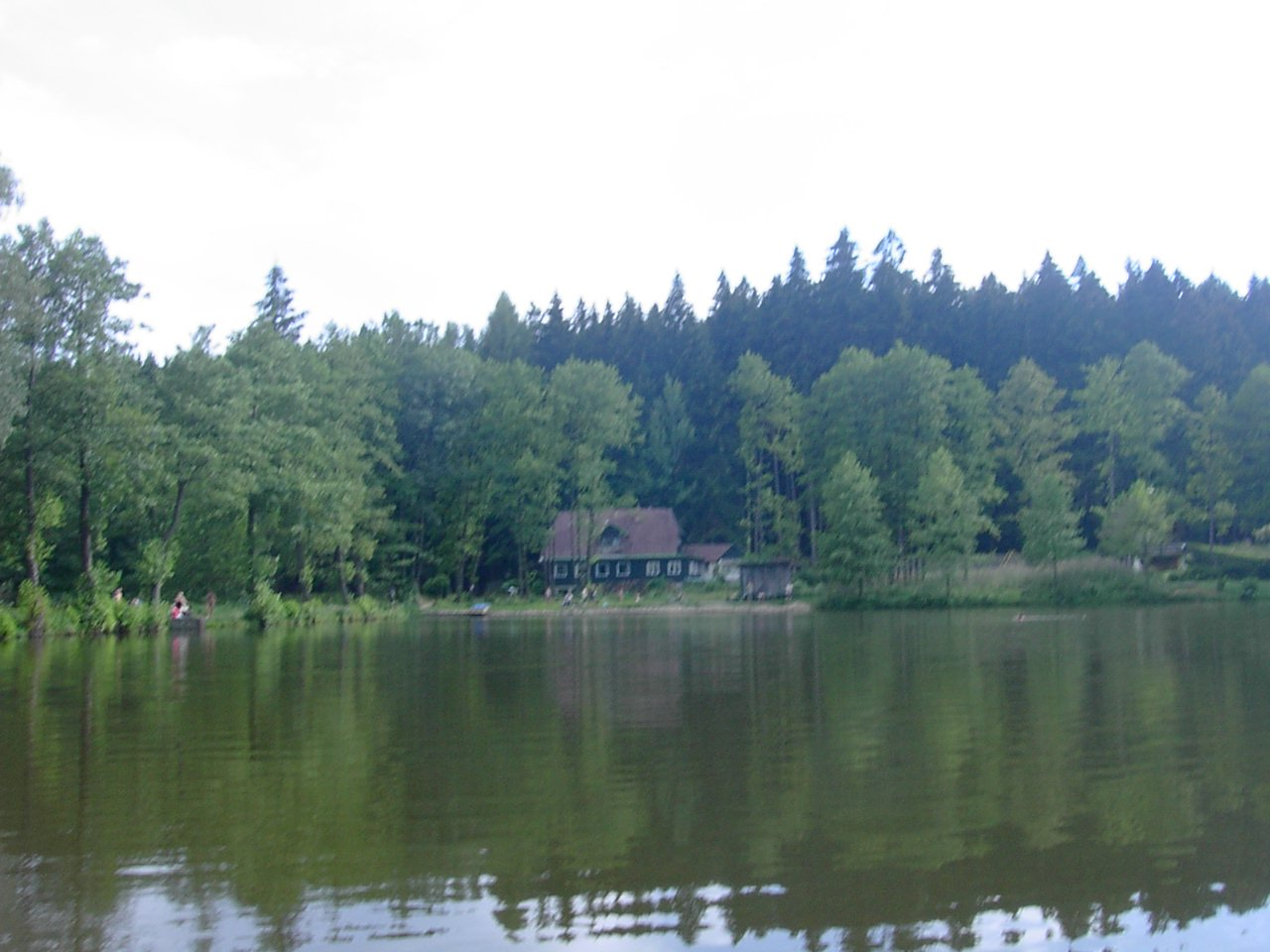
Rybník Mlýneček u Pece
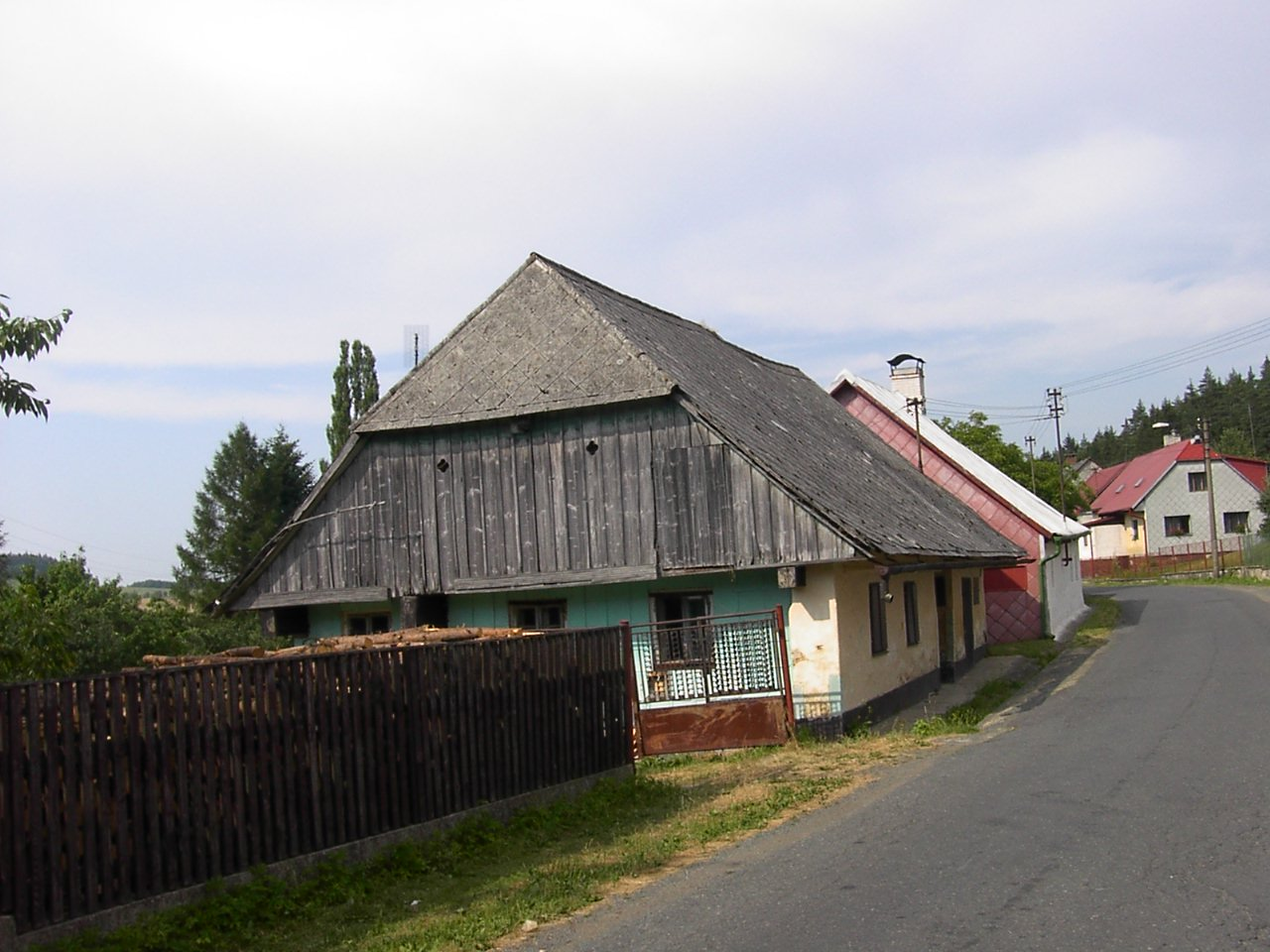
Domy ve spodní části Pece pod Čerchovem
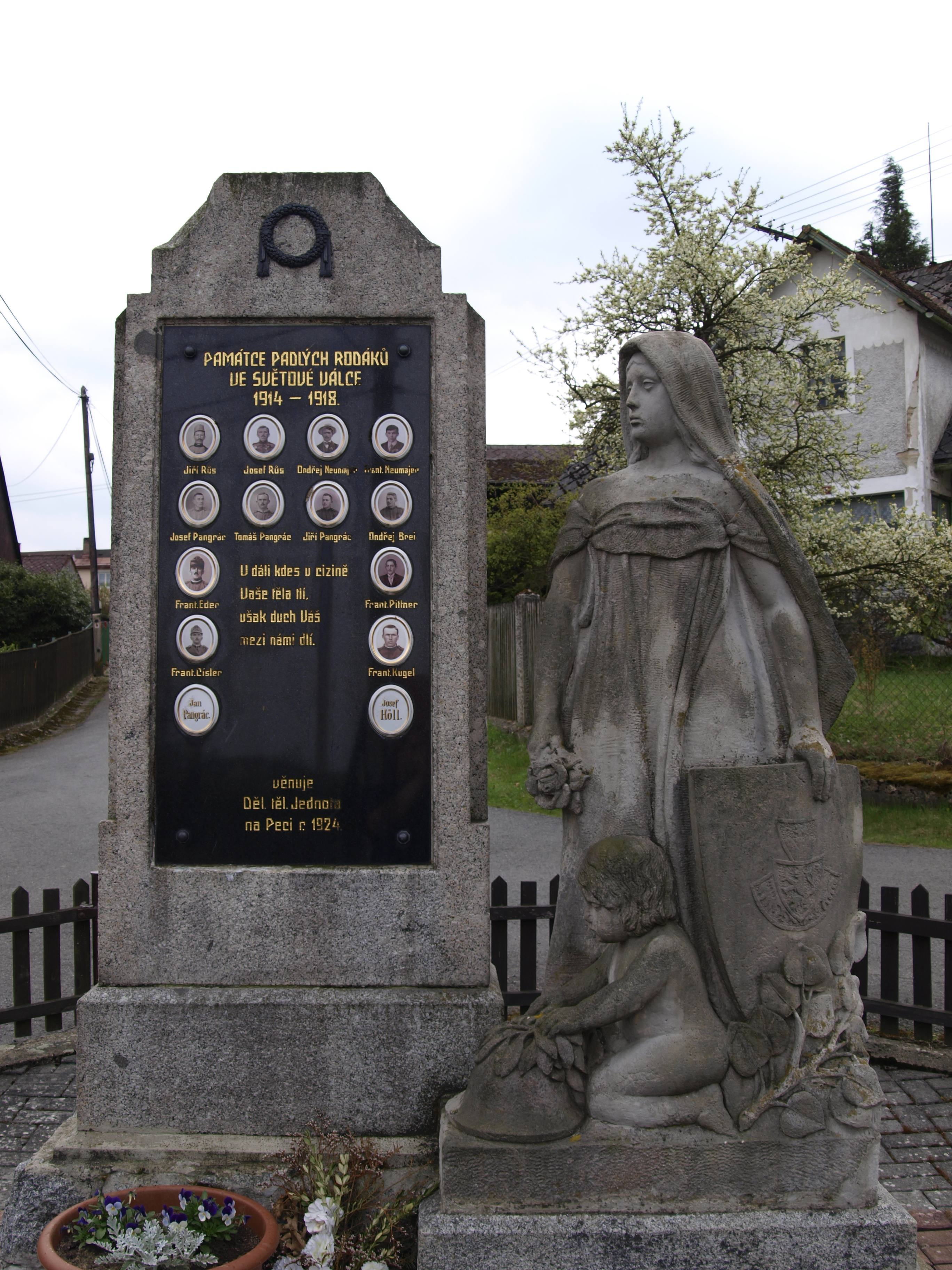
Pomník obětem války v Peci pod Čerchovem
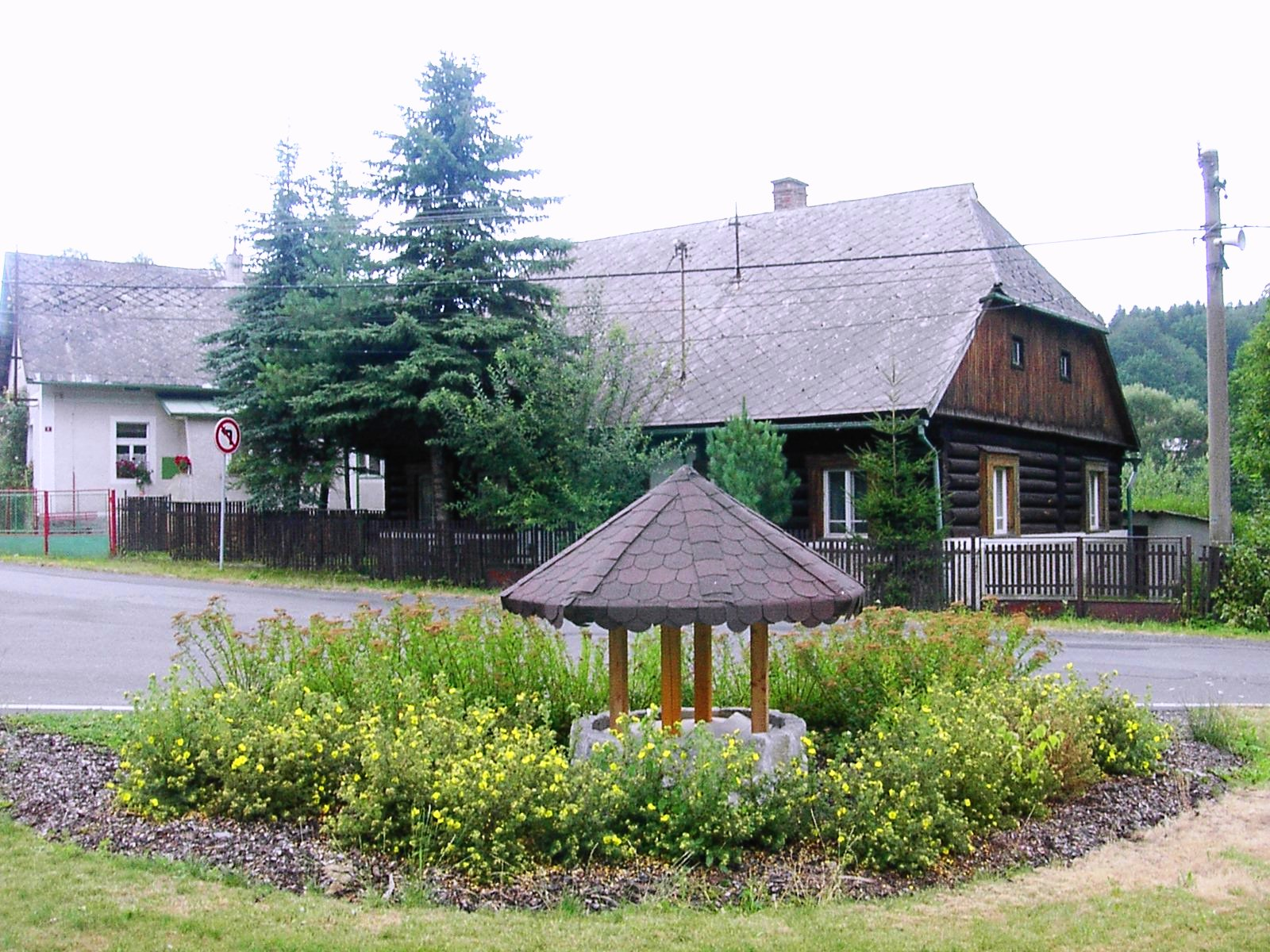
Roubená chalupa při hlavní silnici v Peci